# Juana Rangel de Cuéllar
Juana Rangel de Cuéllar (Pamplona, 6 de octubre de 1649-Pamplona, 1736) fue una hacendada colombiana.
Fue la fundadora de la ciudad colombiana de Cúcuta.

## Biografía
A la edad de 23 años quedó huérfana de padre (1672), y se trasladó su vivienda a la Hacienda Tonchalá,(hoy corregimiento Carmen de Tonchalá) en compañía de Paula, su señora madre, quien falleció en 1694.
Fue poseedora de cuantiosos bienes, entre los cuales estaban el sitio de Tonchalá, que obtuvo por herencia de su tío, el sacerdote Alonso Rangel de Cuéllar; las Estancias El Rodeo, Cazadero, habida por bien hereditario paterno; Morantes, el Cerro de Magro, el sitio de Guaduas y el célebre sitio de Guasimal.
Fue, además, propietaria de numerosas cabezas de ganado y poseyó la casa solariega de Pamplona, donada por su hermano mayor.
La fundadora firmó escrituras de libertad de esclavos; entre ellas están otorgadas el 10 de noviembre de 1727, a favor de José, de 21 años; y en beneficio de los mulatos Teodora y José Prisio, y una última, en 1733, a favor de Inés Rafaela.
Emprendedora y dinámica, no se quedó a la zaga de sus vecinos terratenientes; el auge económico basado en la agricultura y la ganadería, y que se prolongó 40 años desde su llegada a Tonchalá, fue el principal motivo para que diferentes familias escogieran este lugar como el preferido para su vivienda.
Tonchalá y Guasimal lo tenían todo, menos lo más importante, una parroquia. Por el contrario, al otro lado del río Pamplonita, estaba el pueblo de indios de Cúcuta, con buena iglesia y cura doctrinero.
Pero allí los blancos no podían acceder con facilidad pues los indios del pueblo de Cúcuta no lo permitían.
Por lo anterior y porque la parte ocupada por los blancos en su hacienda no era desmedro a su patrimonio, Juana Rangel de Cuéllar pensó en una donación legal y formal a los peticionarios de la parroquia.
A la avanzada edad de 84 años, se dirigió al Alcalde de Pamplona, para que junto con el escribano llegaran hasta su hacienda de Tonchalá para hacer ante ellos, representantes de la corona, donación de media estancia de ganado mayor, que sería de asiento a la parroquia y pueblo aledaño.
No estuvo el escribano y en su ausencia el alcalde Juan Antonio de Villamizar y Pinero, hizo sus veces.  Así fue el sencillo nacimiento de la ciudad sin fronteras, el 17 de junio de 1733.
Siete vecinos aceptaron la escritura de donación, tres testigos y 17 personas notificadas como colindantes por las tierras donadas. El valor de la tierra donada fue 50 patacones, valor estipulado en el documento que con carácter de escritura pública firmó Juana Rangel de Cuéllar.
Dos años después, -24 de junio de 1735-, asistió como madrina de un niño bautizado en la capilla de la naciente población, y un par de meses más tarde otorgó memoria testamentaria.
Acosada por los achaques de la edad, Juana Rangel de Cuéllar fue llevada de nuevo a Pamplona, donde falleció en 1736.